# George Ajjan
George Ajjan est un homme politique américain aussi bien que consultant politique, analyste et stratège reconnu aux États-Unis, en Europe, le Moyen-Orient et en Afrique. Il était candidat républicain au Congrès dans l'État du New Jersey durant les élections de 2004.

## Biographie
George Ajjan est né le 5 juillet 1976 à Paterson dans l’état de New Jersey, le 3e génération de sa famille d'origine syrienne né aux États-Unis. Il est Arabe américain, catholique melkite, descendu des émigrés de la ville d’Alep qui ont quitté leur pays d’origine entre 1913 et 1921.
Ajjan est diplômé de l’Université de Johns Hopkins en 1998 et a travaillé pendant trois ans à la société multinationale Procter & Gamble en tant que gérant d’une usine des parfums. De même, il détient un MBA de la London Business School, obtenu en 2003.

## Campagne de 2004
Ajjan a lancé sa campagne pour le Congrès dans le 8e arrondissement du New Jersey au début de 2004 et a gagné la Primaire républicaine le 8 juin sans concurrence. Mais à l'élection générale le 2 novembre, il fut battu par son adversaire démocrate Bill Pascrell.
À cause de sa position controversée en tant que candidat républicain contre la guerre en Irak, la chaine ARTE et la chaine hollandaise NPO 1 dans son magazine Netwerk lui ont consacré un reportage.

## Post candidature
Après sa campagne, il est devenu stratège de politique soutenant les candidats républicains dans l’état de New Jersey, particulièrement en 2008 quand il a dirigé la campagne agressive de Murray Sabrin, un Professeur de Finance et défenseur du gouvernement limitée étroitement lié au candidat présidentiel Ron Paul. Ajjan également a soutenu Paul dans la Primaire républicaine de 2008.
En outre, Ajjan a élaboré un profil médiatique mondial, offrant des commentaires sur la politique américaine aux chaînes de télévision en Europe et au Moyen-Orient, ainsi que celles aux États-Unis. Il a été embauché par Sky News en 2008 en sa qualité d’analyste républicain.
En raison de cette exposition internationale, son travail de consultance politique s’est étendu en Europe et en Afrique. Il a été conseiller aux candidats et partis aux élections américaines, allemandes, sénégalaises, serbes, ghanéennes, slovènes, nigérianes, ukrainiennes, bosniennes, kényanes, et autres. Il est aussi un investisseur dans plusieurs entreprises au Sénégal.